# Малабаркові
Малабаркові (Platacanthomyidae) — родина мишоподібних гризунів надродини Мишуваті (Muroidea). Platacanthomys означає «плоскощетиниста» миша: грец. πλάτη — «сплюснутий», грец. ἄκανθα — «голка, щетина», грец. μῦς — «миша».

## Опис
За зовнішнім виглядом нагадують сонь. Розміри тваринок дрібні. Довжина тіла 7-21,2 см. Довжина хвоста 7,5-13,5 см. Базальна частина хвоста покрита коротким волоссям, поступово подовжуються в термінальній половині, де вони утворюють пишну китицю. Задні кінцівки довші за передні. Перший палець на задніх кінцівках сильно укорочений. Кігті стислі з боків, невеликі. Перший палець передніх кінцівок позбавлений волосся. У Typhlomys волосяний покрив м'який, а у Platacanthomys на спині багато твердих плоских колючок. Забарвлення спини сіре або рудувато-коричневе, черево — біле або біло-сіре.
Особовий відділ черепа дещо укорочений. Мозкова капсула округла. Лобно-тім'яні гребені маються. Виличні дуги слабко розставлені в сторони. Кісткові слухові барабани невеликі. Зубна формула: I 1/1 C 0/0 P 0/0 M 3/3 = 16 зубів. Корінні зуби з високими коронками, на жувальній поверхні мають поперечно розташовані емалеві гребені. Перший корінний зуб більший від інших. Сліпої кишки немає або вона розвинена слабо.

## Поширення та спосіб життя
Ареал охоплює Південну Індію, Південно-Східний Китай і північну частину Індокитаю. Населяють скелясті, порослі лісом долини або гірські ліси. Притулком служать дупла дерев або ущелини скель. Живляться різними рослинними об'єктами. Екологія вивчена слабо

## Класифікація
- Родина Platacanthomyidae
  - Рід †Neocometes
    - †Neocometes brunonis
    - †Neocometes orientalis
    - †Neocometes similis

  - Рід Platacanthomys
    - †Platacanthomys dianensis
    - Platacanthomys lasiurus

  - Рід Typhlomys
    - Typhlomys cinereus
    - †Typhlomys hipparionium
    - †Typhlomys intermedius
    - †Typhlomys macrourus
    - †Typhlomys primitivus